# Jean-Marc Ferreri
Jean-Marc Ferreri (født 26. december 1962 i Charlieu, Frankrig) er en tidligere fransk fodboldspiller, der som midtbanespiller på det franske landshold var med til at vinde guld ved EM i 1984 og bronze VM i 1986. På klubplan var han tilknyttet en lang række klubber, blandt andet AJ Auxerre, Girondins Bordeaux og Olympique Marseille. 